# Villa Dalegno
Villa d'Allegno is een plaats (frazione) in de Italiaanse gemeente Temù.